# Гельмольт, Ганс Фердинанд
Ганс Ф. Гельмольт (нем. Hans Ferdinand Helmolt; 8 июля 1865, Дрезден — 19 марта 1929, Берлин) — немецкий историк и политический публицист.

## Жизнь
Ганс Гельмольт родился в 1865 году в семье королевского саксонского финансового казначея Фердинанда Гельмольта и учился в государственных школах в Глаухау и Хемнице, королевской средней школе в Хемнице (сегодня средняя школа Карла Шмидта Роттлуфа) и средней школе Святого Креста в Дрездене. После окончания школы в 1884 году он изучал филологию и историю в Лейпцигском и Боннском университетах. После перерыва из-за военной службы (1890 г.) получил докторскую степень в Лейпциге за работу над итальянской кампанией римско-германского короля Рупрехта фон дер Пфальца.
Основная работа Ганса Ф. Гельмольта — девятитомная «Всемирная история Гельмольта», опубликованная между 1913 и 1922 годами. Другие публикации посвящены, среди прочего, Отто фон Бисмарку, Паулю фон Гинденбургу и Фридриху Великому. Гельмольт также получил известность благодаря работе «Лестничная шутка мировой истории», которую он редактировал, начиная с шестого издания (1905 г.) после смерти предыдущего редактора Уильяма Льюиса Герцлета в 1898 г. Гельмольт структурировал темы и включил дополнения от читателей. Из 10-го издания 1925 г. он добавил главу «Мировая война и ложь о вине» (стр. 342—352), типичную для того времени расплату с Версальским мирным договором 1919 г. и с преуменьшением немецкого колониального вопроса. С 1885 года был членом хора Лейпцигского университета Св. Паули (сегодня в Майнце).

## Публикации

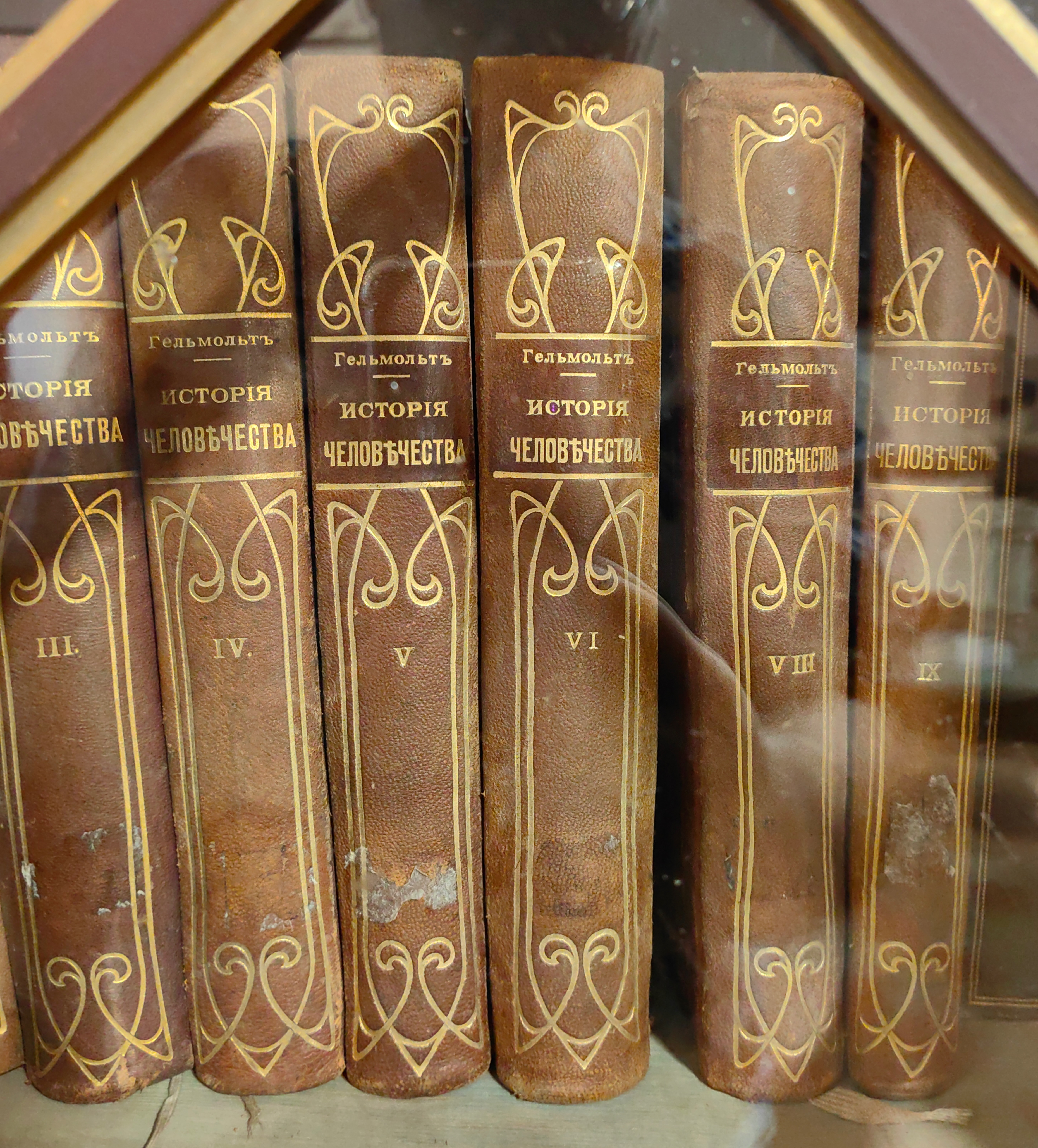
Гельмольт, русское издание "Истории человечества" в 9 томах — СПб.: Типография Товарищества "Просвещение", 1904.

- Weltgeschichte, 1913—1922 (Bd. 1: Einleitung. — Vorgeschichte. — Ostasien. — Hochasien und Sibirien. — Indien.- Indonesien. — Der Indische Ozean; Bd. 2: Westasien; Bd. 3: Afrika. — Pyrenäenhalbinsel. — Altgriechenland; Bd. 4: Balkan-Halbinsel; Bd. 5: Italien. — Mitteleuropa; Bd. 6: Ost- und Nordeuropa; Bd. 7: Westeuropa 1350—1859; Bd. 8: Westeuropa seit 1859; Bd. 9: Amerika.- Australien. — Gesamtregister)
- Die geheime Vorgeschichte des Weltkrieges, 1914
- Das Buch vom Kriege, 1915
- Ein Vierteljahrhundert Weltgeschichte 1894—1919, 1919
- Geschichte des Dreibundes, 1923
- Das Ehrenbuch des deutschen Volkes, 1923
- als Hrsg.: Briefe der Herzogin Elisabeth Charlotte von Orleans, Leipzig 1924
- Friedrich der Grosse und sein Preussen, 1925
- Hindenburg. Das Leben eines Deutschen, 1926